# Hedyotis subverticillata
Hedyotis subverticillata är en måreväxtart som beskrevs av Arthur Hugh Garfit Alston. Hedyotis subverticillata ingår i släktet Hedyotis och familjen måreväxter.
Artens utbredningsområde är Sri Lanka. Inga underarter finns listade i Catalogue of Life.